# Тагма (биология)
Тагма (лат. tagma, множ. ч. tagmata от греч. τάγμα) — отдел тела у сегментированных (членистых) животных. Как правило, тагмой считается каждый более-менее обособленный отдел тела, состоящий из нескольких относительно однородных сегментов. В разных группах число тагм и их сегментарный состав различен. Наиболее широко известные примеры тагм: голова, грудь и брюшко насекомых, головогрудь и «брюшко» (опистосома) пауков. Данное понятие преимущественно используется при описании строения кольчатых червей и членистоногих.

## Тагмозис
Тагмозис (или тагматизация) — это тенденция к выделению групп сегментов, имеющих сходное строение, выполняющих сходную функцию и несущих близкие по строению конечности. Наиболее простым проявлением тагмозиса является деление тела на переднюю головную и заднюю туловищную части. Этот простой и наиболее древний вариант строения членистоногих был модифицирован почти у всех современных таксонов. У представителей большинства из них туловище разделилось на грудной и брюшной отделы. Результатом стало формирование трех тагм. У ряда членистоногих некоторые или все грудные сегменты объединились с головой и сформировали вторичную тагму — головогрудь. У всех насекомых тело подразделено на голову, грудь и брюшко. В то же время хелицеровые имеют головогрудь и брюшко, а у ракообразных состав всех трех тагм может заметно варьировать. Представители трех крупных таксонов претерпевали тагмозис независимо друг от друга. Соответственно отделы их тела не гомологичны, несмотря на то что имеют одинаковые названия.